# Уолсолл (футбольный клуб)
«Уо́лсолл» (полное название — Футбольный клуб «Уолсолл»; англ. Walsall Football Club, английское произношение: [ˈwɔːlsɔːl 'futbɔ:l klʌb]) — английский профессиональный футбольный клуб из города Уолсолл, графство Уэст-Мидлендс. Основан в 1888 году. Домашние матчи проводит на стадионе «Бескот», вмещающем более 11 тысяч зрителей. Цвета клуба — красно-белые.
В настоящее время выступает в Лиге 2, четвёртом по значимости дивизионе в системе футбольных лиг Англии.